# Декаб (Илиноис)
Декаб (енгл. DeKalb) град је у америчкој савезној држави Илиноис. По попису становништва из 2010. у њему је живело 43.862 становника.

## Демографија
Према попису становништва из 2010. у граду је живело 43.862 становника, што је 4.844 (12,4%) становника више него 2000. године.
| Група             | 2000.          | 2010.          |
| Белци             | 29.479 (75,6%) | 30.238 (68,9%) |
| Афроамериканци    | 3.543 (9,1%)   | 5.596 (12,8%)  |
| Азијати           | 1.804 (4,6%)   | 1.796 (4,1%)   |
| Хиспаноамериканци | 3.527 (9,0%)   | 5.504 (12,5%)  |
| Укупно            | 39.018         | 43.862         |